# Neutralisme (écologie)
En écologie, le neutralisme se dit d'une espèce cohabitant sur le même territoire qu'une autre sans l'influencer. Il y a absence d'interaction concurrentielle, commensale ou mutualiste entre deux espèces animales du même biotope,.